# Andrzejówka (Petite-Pologne)
Pour les articles homonymes, voir Andrzejówka.
Andrzejówka (prononciation : [andʐɛˈjufka]), egalement connue sous le nom ukrainien d'Andriyivka (ukrainien : Андріївка), est une localité polonaise de la gmina de Muszyna, située dans le powiat de Nowy Sącz en voïvodie de Petite-Pologne.